# شعب بالانتا
شعب بالانتا (بالإنجليزية: Balanta people؛ بلغة غينيا-بيساو الكريولية واللغة البرتغالية: balanta؛ بالفرنسية: balante؛ «أولئك الذين يقاومون» المعنى الحرفي حسب اللغة البلنتية) مجموعة إثنية موجودة في غينيا-بيساو والسنغال وغامبيا. وهي أكبر مجموعة إثنية في غينيا-بيساو، وتمثل أكثر من ربع السكان. وعلى الرغم من أعدادهم الكبيرة، فقد ظلوا خارج الدولة الاستعمارية وما بعد الاستعمارية بسبب تنظيمهم الاجتماعي. ويمكن تقسيم شعب بالانتا إلى أربع مجموعات فرعية هي: بالانتا كينتوهي، وبالانتا غانجا، وبالانتا ماني، وأكبرها مجموعة بالانتا براسا.

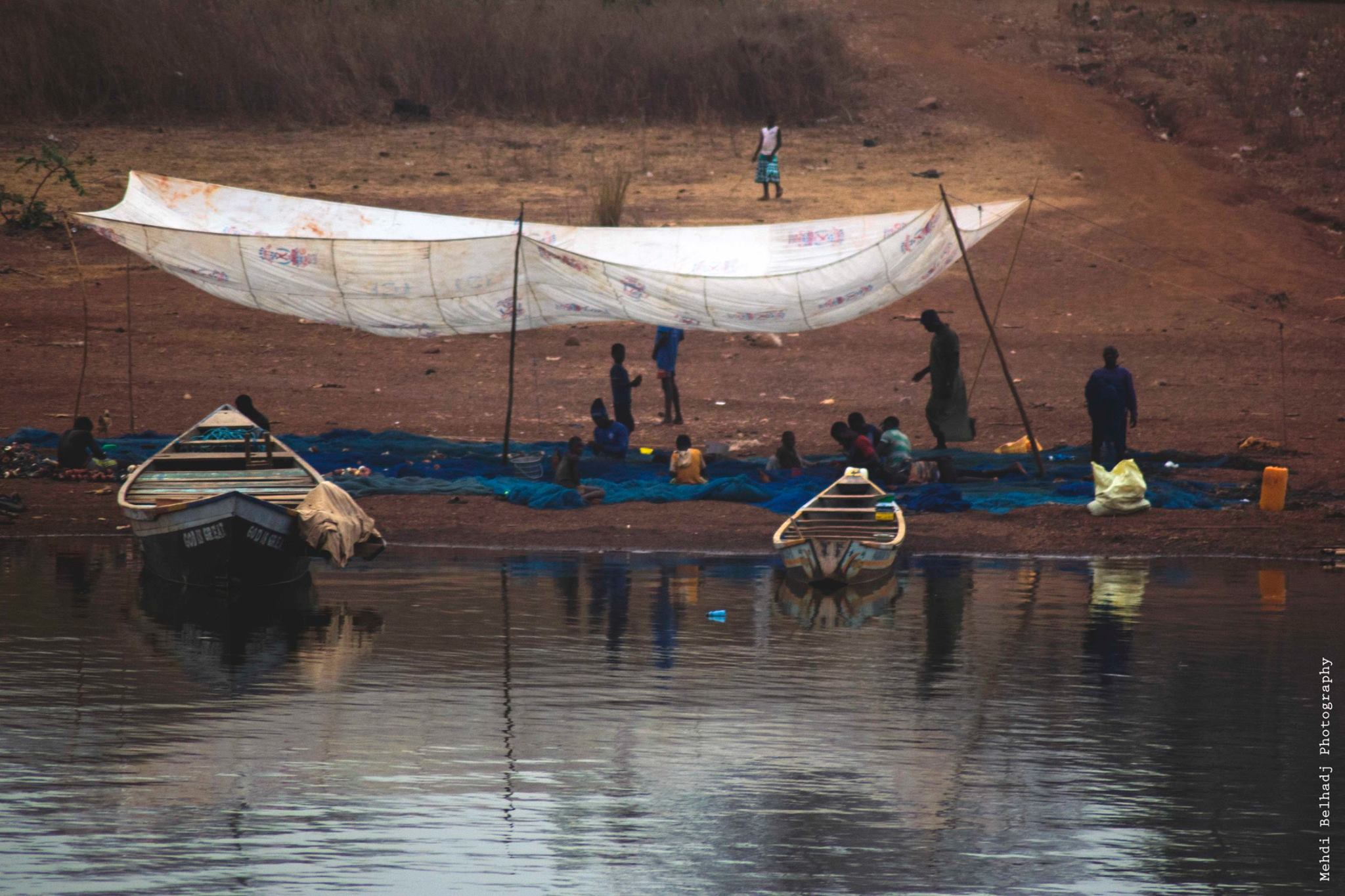
شعب بالانتا جنوب غرب السنغال

يعتقد علماء الآثار أن الأشخاص الذين شكّلوا شعب بالانتا قد هاجروا إلى غينيا-بيساو الحالية ضمن مجموعات صغيرة بين القرنين العاشر والرابع عشر ميلادي. يذكر تراث بالانتا الشفوي أنهم هاجروا غربًا من المنطقة التي تشكل حاليًا مصر والسودان وإثيوبيا هربًا من الجفاف والحروب. وخلال القرن التاسع عشر، انتشروا في جميع أنحاء المنطقة التي أصبحت الآن غينيا-بيساو وجنوب السنغال، وذلك بهدف مقاومة توسع مملكة كابو. في يومنا هذا، يُوجد شعب بالانتا في الغالب في المناطق الجنوبية والوسطى من غينيا-بيساو.

## الثقافة
تُتَّخذ جميع القرارات المهمة لدى شعب بالانتا من قبل مجلس الحكماء. ولكي يصبح الشخص عضوًا في مجلس الحكماء، يتعين عليه أن يبادر بذلك أثناء احتفال فانادو. وبشكل عام، يسود مبدأ المساواتية بين شعب بالانتا. وبالتالي، وجد المستعمرون البرتغاليون صعوبة في حكمهم. وفي أواخر القرن التاسع عشر وأوائل القرن العشرين، شنّت البرتغال حملات مصالحة وإحلال السلام ضد شعب بالانتا المقاوم وأخضعته إلى الرؤساء المُعيّنين من الشعب الفولاني. وبسبب القمع البرتغالي، جُنِّد أفراد شعب بالانتا بأعداد كبيرة، وكانوا من المؤيدين الرئيسيين «للحزب الأفريقي لتحقيق استقلال غينيا والرأس الأخضر» خلال الستينيات والسبعينيات. استاء العديد من البالانتيين من استبعادهم من الحكومة؛ وحفّز بروزهم في الجيش سلسلة من محاولات الانقلاب بقيادة بالانتية في ثمانينيات القرن العشرين.

### الديانة
يمارس شعب بالانتا العادات والطقوس المحلية والروحية. في مجتمع بالانتا، يُعتقد أن الله بعيد جدًا، والتواصل مع المولى عز وجل هو أمر راسخ من خلال ممارساتهم وتقاليدهم الروحية. على الرغم من قبول الكاثوليكية جزئيًا، إلا أن الإسلام قوي ويُمارس جنبًا إلى جنب مع عبادة الروح الفريدة.